# Newbouldia
Newbouldia es un género monotípico de pequeños árboles  perteneciente a la familia de las bignoniáceas. Su única especie:  Newbouldia laevis, es originaria de África en Camerún.

## Descripción
Es un árbol que alcanza un tamaño de 15 m de altura, con hojas pinnadas, los foliolos de  16,5 ≈ 8,5 cm, coriáceas, glabras, toscamente serrados. Las flores en una estrecha panícula terminal; cáliz espatáceo, ± 2 cm de largo, corola rosa, malva o púrpura, de 4-5 cm de largo. Frutas lineales, de ± 28 cm de largo.

## Taxonomía
Newbouldia laevis fue descrita por (P.Beauv.) Seem.  y publicado en Journal of Botany, British and Foreign 1: 226. 1863.
Sinonimia
- Bignonia glandulosa Schum.
- Newbouldia laevis (P. Beauv.) Seem. ex Bureau
- Newbouldia pentandra (Hook.) Seem.
- Spathodea adenantha G.Don
- Spathodea jenischii Sond.
- Spathodea laevis P.Beauv.	basónimo
- Spathodea pentandra Hook.
- Spathodea speciosa C.Morren[3]